# جوش بيدويل
جوش بيدويل (بالإنجليزية: Josh Bidwell)‏ هو لاعب كرة قدم أمريكية أمريكي، ولد في 13 مارس 1976 في وينستون في الولايات المتحدة.

## وصلات خارجية
- جوش بيدويل على موقع مرجع كرة القدم المحترفة.كوم (الإنجليزية)